# جابر بن عبد الله الصباح
الشيخ جابر بن عبد الله الصباح (1770 - 1859)، حاكم الكويت الثالث. تولى الحكم بعد وفاه أبيه الشيخ عبد الله بن صباح بن جابر الصباح وكانت فترة حكمه الأطول بتاريخ الكويت إذ إنه حكم ما يقارب الخمس والأربعين عامًا من 1814 إلى 1859. وقد شاركه ابنه صباح في إدارة البلد في العشرين عامًا الأخيرة من حكمه.
بدأت في عهده أحداث إقليمية ودولية مهمة، فسعت بريطانيا بالتدخل المباشر في شؤون المنطقة، فحاربت القرصنة في الخليج العربي التي هددت تجارتها الدولية منذ سنة 1805م، ثم قامت بتهديد جيوش محمد علي باشا بعد اقترابها من سواحل الخليج سنة 1838م. وكذلك زالت في عهده الدولة السعودية الأولى والحركة الوهابية بعد تدخل الجيش المصري سنة 1818م، وقام أيضا بمساهمات عسكرية في العراق العثماني بعد أن طلب الولاة العثمانيون منه ذلك، وإقراره بتبعيته للدولة العثمانية ودفعه الجزية السنوية مع تلقيه الخلعة العثمانية تقديرًا لخدماته لها. وذكر لوريمر أنه في سنة 1839 فرض شيخ الكويت سلطانه على القبائل البدوية على الساحل جنوبًا حتى رأس الخفجي.

## البداية وصفاته
كان الشيخ جابر هو الإبن الوحيد لأبيه وساعده في تسيير أمور الكويت، حيث كلفه أبوه سنة 1810م بقيادة حملة بحرية أرسلت إلى البحرين لمساعدة حاكمها عبد الله بن أحمد آل خليفة في صراعه مع رحمة بن جابر الجلهمي. وقد جرى في الفترة التالية من نفس السنة مغاضبة بينه وبين أبيه، خرج على إثرها إلى البحرين، فأقام فيها حتى وفاة والده يوم 4 مايو 1814. ونظرًا لغيابه جرى الاتفاق على قيام ابن عمه الشيخ محمد بن سلمان بن صباح الأول بإدارة شؤون المدينة مؤقتًا، وإرسـال وفد من أعيان الكويت وزعماء قبائلها إلى البحرين لتقديم العزاء إلى الشيخ جابر في وفاة والده وإحضاره معهم إلى الكويت. فاستلّم زمام الحكم عند وصوله البلد، وكان ذلك سنة 1814م.وكان قوي الإرادة بعيد النظر شجاعًا باسلًا حسن العقيدة، وكان أيضًا إلى جانب كبير من السخاء حتى أن الكويتيين أطلقوا عليه اسم جابر العيش (العيش باللهجة الكويتية يعني الرز) وذلك لأنه كان يأمر بفرش الحصير في الأسواق العامة ويلقي عيها الرز ويدعو الجميع للأكل، وكان يقوم بكل ذلك رغم قله موارده المالية. وقد مدحه الشيخ بندر السعدون بعدما ضعف الود بينهما، فأراد إزالة ما حصل وإحكام رابطة الأخوة، وذلك عندما جاءه رجلان من الكويت لبعض الأمور، فانتهز بندر فرصة وجودهما في ضيافته، فقال بعد أن غص المجلس: من الذي يستحق وصف الكريم في هذه الجزيرة؟ فقال له الحاضرون: أنت أيها الأمير. فرد قائلا: ما الكريم إلا جابر الصباح (أخو مريم) الذي يبسط الحصر في الأسواق ويملأها من التمن (الأرز) للمحتاجين وليس له واردات تغنيه، أما أنا فلا فخر لي، فالعديد من أملاك البصرة بيدي.

## الكويت والسياسة الدولية
كان التحرك السياسي للكويت في تلك الفترة يقرره عاملان: الأول هو طاقة الكويت البحرية والبشرية، والثاني هو تأثير القوى المحيطة، وهي الوجود الإنجليزي في مياه الخليج ثم الوجود العثماني في العراق، وكذلك الوجود المصري العثماني المشترك في نجد وشرقي الجزيرة العربية. فبعد انسحاب المصريين من الجزيرة العربية عقب انتهاء حملتهم سنة 1840م عمل العثمانيون والبريطانيون على تقاسم الإرث المصري في الجزيرة العربية. فأسند السلطان العثماني ولاية جدة وتوابعها (الإحساء ونجد) إلى علي رضا باشا (والي بغداد) والولاة من بعده، ولكن هؤلاء الولاة لم يكونوا جديين في وراثة الحكم المصري، فتُرِك خالد في نجد وأحمد بن مبارك في الإحساء. ولكن ذلك كان خطرًا على مشيخات المطلة على الخليج، إذ تُركت تحت الضغط الاستعماري البريطاني. فذكر «فارن Farren» القنصل البريطاني في دمشق سنة 1846م بأن الكويت يجب أن تدخل تحت السيطرة البريطانية بعد أن أصبحت من المراكز المهمة، وطالب حكومته أن تتفاوض مع الباب العالي لبسط السيادة البريطانية على ساحل الخليج وعلى الكويت بالذات. فالخطوة الأولى هو الاعتراف باستقلال الكويت لوضعها تحت السيطرة البريطانية. وأخطر حكومته بأن الكويت لم تتبع الدولة العثمانية إلا خلال حكم سليمان باشا الكبير للعراق (1776-1802م)، وهي فترة حكم المماليك للعراق.

### مع مصر
عند حصار ابراهيم باشا الدرعية سنة 1233هـ/1818م اشتعلت النيران في معسكره فأحرقت الكثير من الخيام والأطعمة والأسحة والعتاد الحربي مثل البارود والرصاص وقضت على الكثير من رجاله، وخسر أعدادًا كبيرة من خيوله وحيواناته، فتفرقت عساكره ولاذوا بالجبال، فسبب ذلك الحريق وهنًا لجيشه، فأرسل إلى أنحاء نجد ليجمعوا له كل ما يمكن جمعه من السلاح والذخيرة. فلما شاع الخبر تقاطرت إليه قوافل من أهالي نجد ممن أجلاهم ابن سعود إلى البصرة والزبير واستولى على أموالهم. وتحمل تلك القوافل الأرز والقمح والتمباك وجميع ما يحتاجه الجيش، وكان طريق تلك القوافل هو عبر الكويت، ثم تتابع عليه من مصر ما يحتاجه من أسلحة وأطعمة والعتاد. وبعد انتهاء الحرب اتفق ممثل ابراهيم باشا مع الكويت على تسهيل مرور القوافل والسفن المصرية التي قد تدعوها الحاجة إلى المرور بالكويت، وكان ذلك سنة 1822.
ويبدو أن التوسع المصري الثاني قد وضع الكويت ضمن المخططات العسكرية ولكن لم يظهر أي نشاط مصري في الكويت عكس ما هو حاصل في الإحساء والبحرين وساحل عمان وسلطنة مسقط. فحرص خورشيد باشا قائد الجيش المصري على تتويج نجاح مخططاته بالاستيلاء على أعالي الخليج، فطلب من محمد علي باشا وإلى حكومة الحجاز سنة 1838م مدَّه بقوات من جدة إلى القطيف عبر البحر الأحمر، وبقي في نجد ينتظر وصول أربع سفن مسلحة كان قد وعد بها لتحمل له السلاح -وهو ما لم يتحقق له بعد احتلال البريطانيين لعدن-، وقد خشي المقيم الإنجليزي في الخليج من أن يقوم خورشيد باشا بتوسيع رقعة نفوذه شمال وجنوب ساحل الخليج العربي بعد وصول قواته موانئ القطيف وسيهات والعقير، فأرسل إليه في 1839م رسالة ينبهه بعدم التقدم أكثر من حدود الإحساء، وقال لشيخ الكويت أنه يعتمد عليه في إبلاغ وإفهام خورشيد باشا بخطورة إقدامه على تجاوز حدود الإحساء. وفي الإسبوع الثاني من مايو 1839م/ صفر 1255هـ أخبر الشيخ جابر المقيم الإنجليزي في الخليج «الكابتن هنيل» أن خورشيد موجود بالرياض، وأن وكلائه الذين بالكويت كانوا يشترون التموين، ولم يذكر أن في نية خورشيد باشا مهاجمة البصرة أو التوجه شمال الإحساء. وقد كانت رسل خورشيد باشا موجودة فعلًا يالكويت والمحمرة ومناطق أخرى في الخليج لإيلاغ الحكام بانتصاراته، ويطلب منهم المؤن والحبوب. فقدم إلى الكويت في 1838م مندوبًا عنه ليكون وكيلًا له في شراء ونقل الإمدادات اللازمة للقوات المصرية عبر الإسطول الكويتي، ولكن لم تستفد القوات المصرية من ذاك الإسطول إلا مرة واحدة عندما نقلت سفينة كويتية شحنة ذخيرة وعتاد من ميناء الحديدة إلى معسكراتها في الإحساء، وكان ذلك في 1255هـ/نوفمبر 1839م، وقد أبلغتهم تلك السفينة بأن ما بين 18-20 سفينة المصرية قادمة في الطريق. بالمقابل عامل الشيخ جابر المندوب المصري معاملة ممتازة، كما أبدى تعاطفا مع التقدم المصري في سواحل الخليج العربي.
وتعددت مظاهر دعم الكويت وشيخها لقوات خورشيد باشا، فقدم الشيخ جابر قرضًا ماليًا له بعد أن تأخر وصول الأموال اللازمة لشراء المؤن من القاهرة. ووافق على نقل الجنود المنشقين عن السلطات العثمانية في البصرة، ففي مايو 1839 لجأ مجموعة من ضباط وجنود الحامية العثمانية في البصرة بقيادة محمود آغا الموردي إلى الكويت ورغبوا في الإنضمام إلى جيش خورشيد باشا، وجرى نقلهم على متن سفن استؤجرت من القطيف حتى وصلت الإحساء. وذلك رغم طلب متسلم البصرة من الشيخ جابر القبض عليهم وتسليمهم. كما رفض الشيخ وساطة مدير الوكالة البريطانية فـي البصرة والذي طلبت السلطات العثمانية منه التدخل لإعادة الجنود الهاربين، قائلا أنه لا يمكنه القبض عليهم وإرسالهم بالإجبار.

### مع العراق العثماني
ذكرت التقارير البريطانية في سنة 1829 أن شيخ الكويت أقر بخضوعه للأتراك وأنه يدفع إليهم جزية سنوية قدرها 40 كيسًا من الأرز و 400 سباطة تمر، وأنه يتلقى في كل سنة خلعة تكريمًا له، إلا أن دفعها لم يستمر طويلا، نظرًا لضآلة الأسطول العثماني بالخليج، وبالتالي كان العثمانيون هم من يحتاج إلى مساعدة الأسطول الكويتي للدفاع عن شط العرب. وفي سنة 1845م طلبت حكومة بغداد العثمانية من حاكم الكويت الدفاع عن ميناء البصرة لقاء راتب سنوي كان يدفع من خزينة البصرة. وهناك عريضة قدمت من بغداد بتاريخ 8 تموز/يوليو 1847م بتوقيع نجيب باشا يقترح حلول لإعادة حاكمية الدولة العثمانية التي انهارت في مناطق الكويت والقطيف والأحساء وقطر ورأس الخيمة ومسقط والبحرين، ورغم ذلك لم يتخذ أي إجراء. وفي 1850 أرسل معشوق باشا متسلم البصرة تقريرًا إلى الصدارة العظمى في الأستانة يشتكي فيه من أن شيوخ الكويت لا يراجعون إدارة البصرة في أي موضوع أو مادة، وانه إذا أرادت الدولة العثمانية تغيير هذا الوضع فلا بد من أن تظهر قدرًا أكبر من السطوة السياسية والعسكرية معهم. وقد رد مشير الجيش السلطاني في الحجاز والعراق ووالي العراق محمد نامق باشا على مقترح متصرف البصرة في 13 صفر 1267هـ/18 ديسمبر 1850م بالتريث في استعادة الكويت وإرجاعها إلى حظيرة الدولة العثمانية، لأن ذلك يعتمد على توفر القوة العسكرية للقيام بحملة برية وبحرية، واقترح الاكتفاء في الوقت الراهن بتطمين الأهالي وتهدئتهم. وقد وافق مجلس الدولة والصدر الأعظم مصطفى رشيد باشا على مقترح نامق باشا بالتريث تجاه الكويت.
هروب تجار البصرة إلى الكويت
عندما تولى عزيز آغا متسلمية البصرة من قبل الوزير داود باشا (والي بغداد) سنة 1241هـ/1826م سعى في تلف بعض النجادة والتجار في البصرة. فابتدأ برجل من تجار البصرة يقال له الحاج ياسر السميط النجدي فقتله واستولى على أمواله، ثم لزم الحاج سليمان الفداغ وأخاه عبد الله وغرمهما حوالي لكين شامي بسبب موقفهما من ضم الزبير لحكم المنتفق، فتدخل الشيخ جابر لتخفيفها فأنزلت إلى النصف، فدفعها سليمان كلها لأن المتسلم فرض 90 ألف قرش على ثلاثة تجار وهم: يوسف الزهير (40) ألفًا، وسليمان (30) ألفًا، وخالد بن رزة (20) ألفًا، وقد هربا بعدها إلى الكويت.  وهرب كذلك الشيخ سالم بن عبد الرزاق وأخوته من أكابر التجار البصرة إلى الكويت، وأمثالهم مثل الشيخ خالد بن أحمد بن رزق والكثير من التجار ممن أدرك فتنة المتسلم فتركوا مساكنهم وهربوا إلى الكويت.
خلاف حمود السعدون مع والي بغداد
في سنة 1242هـ/1826م اندلعت الخلافات بين حمود بن ثامر السعدون ووالي بغداد الوزير داود باشا، بعد قيام الوالي بعزل الشيخ حمود عن حكم المنتفق وإعطائها لإبن أخيه الشيخ عجيل بن محمد الثامر، فقام حمود الثامر بحصار البصرة ومعه قوات من بني كعب بقيادة مبادر وثامر إبني الشيخ غيث بن غضبان. لكن الحصار لم يصمد وتفكك سريعًا، وقد ساهمت الكويت بإسطول بقيادة الشيخ جابر وذلك بعد طلب مساعدة من متسلم البصرة عزيز آغا، وقد قرر المتسلم بمضاعفة حصة الكويت من التمور المقررة لها من الدولة العثمانية، ولكن الشيخ جابر رفض ذلك كون ما قدّمه هي مجرد مساعدة. وقد ساهم جابر الصباح أيضا في هجوم المحمرة 1827 مع عزيز آغا وعجيل بن محمد السعدون ضد غيث الكعبي أمير إمارة بني كعب، ولكن تلك الحرب لم تثمر بشيء.
هجوم المحمرة 1837
وفي سنة 1837 ساهمت السفن الكويتية وبأمر من والي بغداد علي باشا في هجوم المحمرة والتي دامت لمدة ثلاث أيام. وبعد فراغه من المحمرة توجه الوالي علي باشا مع الشيخ جابر إلى الكويت، وكان غرضه من الزيارة هي الاستفادة من الخلاف الدائر بين أمراء نجد خالد بن محمد وعبد الله الثنيان آل سعود، لاعتقاده أن مكوثه بالكويت سيضطر أحد الأميرين أن يطلب المساعدة منه، وعندئذ يهون عليه الاستيلاء على نجد، ولكن لم يتحقق له ماكان يرجوه فعاد إلى بغداد.

### مع آل السعدون
حصار الزبير 1833
في سنة 1833 ساهمت الكويت بطلب من الشيخ عيسى بن محمد السعدون أمير المنتفق بإرسال رجال للمساعدة في حصار الزبير، وكان عونه قاصرًا على حصار مداخل المدينة، وحين سقطت المدينة لجأ أحد شيوخ آل زهير -ذكر لوريمر أن اسمه يعقوب في حين قال الشيخ خزعل أن اسمه سليمان بن عبدالرزاق- من الزبير إلى الكويت ومعه راشد السعدون، فأجارهما الشيخ جابر رغم أنه كان خصمًا لهما في  الحصار، فرد سليمان آل زهير الجميل بأن باع للشيخ أرض الصوفية في إقليم المعامر بشط العرب، في حين رد راشد للشيخ جابر حسن صنيعه، وذلك بعد انهاء خلافاته مع السلطة العثمانية وعودته لبلده رغب في إهداء الشيخ قطعة من الأرض تقديرا منه، وخيره بين منطقة المعامر بأسرها أو ثلاثة احواز في منطقة الفاو، فاختار الثانية مخالفا لآراء الذين فضلوا منطقة المعامر.
محاولة بندر السعدون غزو الكويت
في سنة 1260هـ/1844م وبعد مشيخته بعام واحد اندلع خصام بين بندر السعدون وبين عمه الشيخ راشد بن ثامر السعدون، فاضطر راشد للهروب إلى الكويت والاحتماء باميرها الشيخ جابر، فعزم الأمير بندر على مهاجمة الكويت، خصوصًا بعدما علم بانهيار أجزاء من سور الكويت، مما أثار طمع بندر وخيل له سهولة نجاح مثل هذا الغزو، فلما علم الكويتيون بأمره قاموا بسرعة بإصلاح ماتهدم من السور، وأرسل حاكم بوشهر عبد الرسول آل نصر إلى الشيج جابر يعرض له استعداده لإرسال المقاتلة والسفن والأسلحة إلى الكويت، فأجابه الشيخ جابر بعدم حاجته إلى المقاتلين وأنه يريد السلاح الثقيل فقط. فأرسل إليه كمية كبيرة من الأسلحة والعتاد، ومن ضمنها مدافع نصبت على سور الكويت بجوار المدافع التي قد غنموها من بني كعب في معركة الرقة. فلما قدم الأمير بندر وعلم بالاستعدادات التي جرت، وصعوبة اقتحامها قرر محاصرة المدينة من جهة البر، فخيم بجيشه في (مَلَح) جنوب الكويت، فأوفد الكويتيون إليه «عبد الرحمن الدويرج» أحد وجوه البلد ومن المقربين للأمير بندر وقيل كان معه عيد الله محمد المزين، فأوضحا له أن الشيخ لا يكن له بالعداوة وإن أهل الكويت عزموا على المقاومة، ثم ركوب البحر مع عوائلهم وأموالهم إذا تعذر عليهم المواجهة، بالإضافة إلى استعدادهم لتقديم مايحتاجه من ذخيرة وطعام لجيشه، وقد أمداه بهدايا ثمينة من الشيخ تتكون 20 جملا محملا بالطعام والمتاع، فاستمع الشيخ بندر للنصيحة وقبل الهدية وانسحب إلى دياره.

### مع نجد
في شهر شعبان 1246هـ/1831م سار الأمير تركي آل سعود بجنوده من الرياض نحو الشمال، فصادف فهد الصيفي ومعه أتباعه من سبيع وأخلاط من بني حسين وغيرهم نازلين بين آبار حفر الباطن والوقبا، فقاتلهم واستولى على أموالهم، فراجعه رؤسائهم حيث ادعوا أن لهم معه ذمة وعهد، فرد لهم جميع ماأخذ منهم ثم توجه نحو الكويت ونزل على ماء الصبيحية ودخل بعض رجاله البلد لقضاء حوائجهم، فلما علم الشيخ جابر بقدومه أرسل إليه هدايًا كثيرة باسم الضيافة، وبقي الأمير تركي مرابطًا هناك لمدة أربعين يومًا وفد عليه خلالها الكثير من شيوخ القبائل ثم ارتحل منها عائدا إلى الرياض.
وبعد أن أسقطت القوات المصرية حكم فيصل بن تركي في رمضان 1254هـ/ديسمبر 1838م، وبعد القتال الشديد في شرقي الجزيرة العربية لجأ بعض الزعماء الوهابيين إلى الكويت وغيرها من البلدان المجاورة، مثل عمر بن محمد بن عفيصان والي الإحساء في الدولة الأولى الذي لجأ إلى الكويت في شوال 1254هـ/يناير 1839م، وكذلك لجأت إلى الكويت عربان الدويش وغيرهم. وعقب انسحاب القوات المصرية من نجد سنة 1840م أطاح عبد الله بن ثنيان بحكم خالد بن سعود الذي عينته القوات المصرية، وكان في الإحساء وقتها، فذهب إلى القطيف ومنها إلى الكويت، ثم غادرها سرًا إلى القصيم ثم إلى مكة المكرمة، حيث توفي فيها سنة 1276هـ/1860م. وأعقب عبد الله بن ثنيان في الحكم فيصل بن تركي الذي حققت الإمارة الثانية أقصى توسع لها، فحكمت الإحساء وأجبرت البحرين وقطر على دفع الجزية، ولكن مع ذلك فموجة المد السعودي لم تصل إلى إمارة الكويت التي لم تربطها معاهدات مع بريطانيا بعد، إذ نجح حكامها في الاحتفاظ بعلاقات ودية مع السعوديين، حتى أنها لم تكن تدفع الزكاة لهم، بل وأكثر من ذلك كان شيوخ الكويت يتحصلون بانتظام على نصيبهم من تجارة القوافل المارة بين الكويت ونجد كما كانت مواسم الحج تحدث انتعاشًا كبيرًا في الإمارة.

### مع بريطانيا
اندلعت خصومة ونزاع بين مستر ريتش الوكيل السياسي البريطاني في بغداد وبين داود باشا (والي بغداد) حول الضرائب على البضائع البريطانية في العراق في مارس 1821م. فأمرت حكومة بومباي مستر ريتش بتاريخ 2 أكتوبر 1821م بأن ينقل وكالة البصرة إلى أي مكان آخر في الخليج حتى تهدأ الأمور مع والي بغداد، ولكن مستر ريتش توفي قبل وصول تلك الأوامر، فقام خلفه الكابتن تيلور بتنفيذ الأوامر، حيث انسحب من البصرة إلى «جزيرة الكويت» - هو تعبير قد يكون المقصود به جزيرة فيلكا- يوم 15 ديسمبر 1821م، واستمر فيها إلى أن عاد إلى البصرة هو والعاملون معه يوم 19 إبريل 1822م. وفي سنة 1839 ذهب الملازم إدموندز لزيارة جزيرة فيلكا، فذكر أنها لا تصلح أن تكون قاعدة بحرية عسكرية بريطانية بديلة عن جزيرة خرج، إلا أنه كان معجبًا بمزايا ميناء الكويت، وذكر في تقريره أنه يصلح لأغراض عديدة للحكومة البريطانية.
القرصنة وتجارة العبيد في الخليج
لم يرد للكويت أي ذكر في كتاب لوريمر المسمى دليل الخليج خلال أربعين عامًا بعد مغادرة مكتب الشركة الكويت إلى البصرة، حيث كان تركيز المراسلات في سنة 1805 وما بعدها حول القرصنة في الخليج العربي وحملة الإنجليز ضد القواسم وسفنهم، وقيامهم بمهاجمة الموانئ التي تتعامل في بيع السلع المنهوبة، وكانت أكبر تلك الأسواق رواجا تقع في البحرين وموانئها حيث تأتي السفن لنقل تلك البضائع وتوزعها في أسواق بوشهر والبصرة وغيرها من الموانئ، ويبدو أن سفن الكويت كانت تساهم بنصيب كبير بنقل تلك التجارة، إلا أنها لم تساهم في عمليات القرصنة ونهب السفن واعتراض سبيلها في الخليج، وقد عرضت الكويت في 1809م مساهمة أسطولها الذي هو أكبر من أسطول القواسم إلا أن القيادة البريطانية رفضت ذلك، وقد انتهت تلك الحملة البريطانية بمعاهدة سلام سنة 1820، وبما أن الكويت لم تساهم مساهمة مباشرة في تلك الحملات، فمن الطبيعي أن لا يرد لها ذكر في مراسلات ممثلي الشركة في الخليج. ومن بعدها بدأ الإنجليز بحربهم ضد تجارة الرقيق، وقد وقعت الكويت معاهدة حفظ السلام في البحر ومكافحة تجارة الرقيق سنة 1257هـ/1841م مع الحكومة البريطانية ولمدة سنه، على أن يُعاد النظر في تجديدها عند انتهائها، ووقعها الشيخ صباح بن جابر نيابة عن والده، وتعتبر هذه المعاهدة من أوائل الوثائق في العلاقات الكويتية مع الدول الأخرى.
أزمة رفع الأعلام
بعد ابرام بريطانيا معاهدة السلام تلك مع الكيانات الخليجية رفض الإنجليز الإعتراف برايات المشيخات المحلية التي لم تنضم للإتفاقية، ومنها الكويت التي تعرضت لضغوط كي ترفع العلم البريطاني. فكانت ردة فعل أميرها لتلك الضغوط هي قيامه سنة 1829 برفع العلم العثماني على داره والسفن التابعة له لأن العلم العثماني هو علم تعترف به بريطانيا، فقد كان هدفه من هـذا الإجراء ضمان أمن السفن الكويتية. وذكر بيلي في أعقاب زيارته الكويت سنة 1869م أن الكويت لا ترفع إلا علمها الخاص بها، وأنها لا ترفع العلم العثماني إلا لتتجنب دفع جمارك عالية في بومبي، لأن رفع علم السلطنة على السفن يعني دفع جمارك أقل.
بريطانيا تعرض الحماية
في سنة 1273هـ/1856م قدمت إلى الكويت بعض القطع من الأسطول البريطاني كانت متجهة نحو المحمرة للاستيلاء عليها بالنظر إلى الحرب القائمة بينها وبين فارس، فهبط قسم من قادتها إلى المدينة لغرض عرض الحماية عليها، إلا أن الشيخ جابر اعتذر لهم قبوله الحماية، وبين لهم أن مصلحة بلده مرتبطة بالدولة العثمانية، فإذا قدم على عمل لا يرتضيها فإنها ستمنعه من ارتياد البلدان التابعة لها، مما سيسبب الضرر له ولبلده. فرد عليه البريطانيون: «أنه في وسع الكويت أن تتبادل التجارة مع الهند، وتكتال منها ماتشاء، وان السفن الكويتية مستمرة الإسفار بين الموانئ المرتبطة بالحكومة البريطانية، فإذا كانت مصالحكم تقتضي عدم قطع علاقاتكم مع الدولة العثمانية فلا بأس بذلك، ولكننا نطلب إليك أن تسمح لنا أن نشيد محلا في الكويت لتموين بواخرنا». فرفض الشيخ جابر هذا الطلب بإصرار، ولما يئسوا رجوا منه أن لا يسمح لأي دولة أخرى بما فيها الدولة العثمانية أن تفتح محلات لها في الكويت، فوعدهم الشيخ بذلك، فطلبوا منه إعطائهم صكا بذلك فرفض كتابة الصك مكتفيا بوعد شفوي منه.
فلما علم والي بغداد رشيد باشا الكوزلكلي بما جرى، وعدم خضوع الشيخ جابر للإنجليز، توجه للكويت لزيارتها، وأبلغ شيخها برضا الدولة العثمانية عن موقفه المجيد، وقال له: «أن الدولة العثمانية كانت ستقطع ما رتبته له من التمور لو أنك أجبت البريطانيون على طلبهم».

### العلاقة مع آل مذكور
كانت للشيخ عبد الرسول بن نصر آل مذكور شيخ إمارة بوشهر روابط صداقة متينة مع الشيخ جابر الصباح، وفي سنة 1257هـ/1842م عزم الشيخ عبد الرسول آل مذكور على أداء فريضة الحج، فخشي من قيام ثورة ضده في بوشهر، فطلب من الشيخ جابر أن يرسل إليه بعض السفن والرجال لتكون في بوشهر مدة غيابه عنها لمراقبة الوضع وحفظ الأمن. فأرسل الشيخ جابر إليه سفينتين مملوئتين بالرجال والسلاح، وبقيت تلك القوة مرابطة في بوشهر إلى أن عاد الشيخ عبد الرسول من أداء فريضة حجه وأذن لها بالعودة.

### النزاع في البحرين ووساطة الكويت
في الفترة مابين 1840 و 1843 اندلع صراع على الحكم بين حاكم البحرين الشيخ عبد الله بن أحمد آل خليفة وبين محمد بن خليفة بن سلمان آل خليفة، فبعد وفاة خليفة بن سلمان آل خليفة الذي كان مشاركًا عمه الحكم استفرد عبد الله بالمنصب، فطالبه محمد ابن خليفة بمنصب أبيه فرفض، مما تسبب بخلاف دموي بينهما دام ثلاث سنوات، تدخل في الصراع الوهابيون والإنجليز وآل مذكور حكام بوشهر والكويت. وحاول الشيخ جابر في سنة 1843م التوسط لحل النزاع بدافع القربى - وكان مبتعدًا عن التدخل حتى تلك اللحظة-، فتوجه في أغسطس 1843م إلى البحرين ومعه إسطول من 8 سفن كبيرة، ونجح في حمل الشيخ محمد بأن يدعو الشيخ عبد الله إلى اجتماع ودي، إلا أن الشيخ عبد الله رفض ذلك لأنه يعلم برفضهم عودته إلى الحكم، بل ولم يرجع للكويت كما كان المؤمل في حالة عدم التوصل إلى اتفاقية. فعاد الشيخ جابر إلى الكويت بعد فشل الوساطة. وحاول في ديسمبر إمداد الشيخ عبد الله آل خليفة بسفينتين صغيرتين من الأطعمة والذخائر عندما حاصره الوهابيون في الدمام، ولكن استولى على السفينتين محمد آل خليفة وأعادهما إلى الكويت تجنبًا للمشاكل مع حاكم الكويت. وبعد سقوط الدمام رحل الشيخ عبد الله إلى الكويت في 1844 وبقي فيها إلى 1846م.

## موارده المالية
لم تكن للشيخ جابر إيرادات مالية كثيرة بل إن بعض التجار أغنى منه، وكانت موارده تأتي كالتالي:
- رسوم مفروضة على سلع البدو في أسواق المدينة، مع الجمرك الذي يحصّله الشيخ الذي لا يتجاوز 3000 دولار أو ريال نمساوي في السنة، وأيضا تبرعات من التجار الكويتيين.[53]
- الحصة السنوية من التمور التي يتقاضاها من الدولة العثمانية وهي عبارة عن 140 كارة من التمور،[ملحوظة 7] واستمرت تلك الحصة جارية في زمن العثمانيين إلى أول أيام مبارك الصباح.[56][57]
- إيرادات مزارع الصوفية ومزارعه في الفاو.[58]

## القضاء في الكويت
كان نظام الحكم في الكويت هو ان يتولى الحاكم تصريف أمور الحاضرة والبادية، في حين يقوم القاضي بالحكم في المواضيع الدينية. فكان أول من تولى القضاء في عهد جابر هو الشيخ محمد صالح العدساني منذ سنة 1813م حتى وفاته سنة 1818م. ثم تولاها الشيخان علي بن نشوان ومحمد بن حمود حتى سنة 1820م عندما طلب الأمير من الشيخ عبد الله بن محمد العدساني تولي مهمة القضاء، فاستمر في عمله لفترة طويلة امتدت حتى سنة 1857م. فخلفه ابنه الشيخ محمد الذي عمل قاضيا لمدة 64 سنة حتى سنة 1921م. فكان القاضي حين يأمر بسجن أحد المتهمين، فإنه يودع في محل بالسوق بين مسجد السوق الكبير وقيصرية التجار، واشتهر المحل باسم دكان عبدالعزيز القندي، واستمر السجن في هذا المكان حتى عهد الشيخ مبارك عندما نقل إلى مكان آخر.

## أحداث أخرى
- وقع طاعون بالبحرين في رمضان 1236هـ/ يونيو 1821م فأفنى خلقًا ثم توجه إلى القطيف فالإحساء فالبادية ثم وقع بساحل الكويت، وكان ذلك في شهر ذي القعدة وذي الحجة من نفس السنة..[60]
- لجوء ضامر بن حويمد إلى الكويت سنة 1826 بعد أن كانت الاضطرابات ضاربة أطنابها في الشام، وعلى الرغم من مطالبة مصطفى باشا بضامر وعائلته إلا أن الشيخ جابر رفض أن يسلمه.[61]
- ذكر الفاخري في كتابه «تاريخ الفاخري» أنه في سنة 1241هـ/1826م توفي في عهد الشيخ جابر الصباح تاجر الكويت المشهور «عبد الرحمن بن زبن».[62]
- ضربت الكويت ومناطق الجزيرة العربية وجنوب العراق الطاعون سنة 1247هـ/1831م، وقد قضى على أكثر من نصف السكان في الكويت. وسميت تلك السنة باسم سنة الطاعون.
- في سنة 1271هـ/1855م أغرقت الرياح العاتية نحو 1400 سفينة في بندر منبج (مومباي)، ولحسن الحظ أن أكثرها كان خال من الحمولة، وقد خسر أهل البصرة والكويت نحو أربعين سفينة من تلك السفن..[63]

## أولاده
له من الأبناء الشيخ صباح (الذي تولى الحكم بعده) وخليفة وبزة وسلمان وعلي (توفي سنة 1280هـ/1864م) ودعيج (توفي سنة 1315هـ/1898م) ومجرن ومبارك ومحمد وحمود وجراح وشملان وعبد الله.

## الملاحظات
1. ↑  اللك لفظة شامية ومقدارها مئة ألف. والشامي هو القرش قبل ضرب الليرة العثمانية الذهبية زمن محمد رشاد ويقال له القرش الرومي وبقي إسم الشامي شائعا في البصرة وأنحائها، ويعادل الشامي 9 قروش ونصف حتى سنة 1914.[21]
2. ↑  أسرة الفداغ من قبيلة شمر وقد رحلت عن نجد سنة 1193هـ/1779م عندما حاصر سعود الكبير بلدة الحرمة ودمرها وأمر بإبعاد المناوئين من اهلها، وقد ارتحل عنها أناس كثيرون منهم آل فداغ، حيث نزل قسم منهم الزبير والقسم الآخر استوطن المجمعة، وسليمان وعبد الله الفداغ ومعهما إخوانهم ناصر وسلطان هم أبناء حمد بن سلطان بن محمد الفداغ، وقد كانا من أهل الثراء وكانا على علاقة طيبة مع الشيخ جابر حاكم الكويت. أما والدهما حمد بن سلطان فقد عاش بالكويت ويعتقد انه عاد إلى المجمعة بنجد وتوفي فيها، ويعتقد الأستاذ عبد القادر باش اعيان أن ذرية سليمان الفداغ تسمى بالسنعوسي.[22]
3. ↑  الصوفية هي جزيرة فيها نخيل تقع  بين الزيادية والدويب في جنوب البصرة، وقد أثارت تلك الحادثة مشاكل كثيرة في المستقبل. أنظر مقال:قضية أرض الصوفية[27]
4. ↑  المعامر هي مقاطعة زراعية شمال الفاو كانت تسمى «الدكاك» وتتألف من خمسين حوزا، عمرها راشد بن ثامر السعدون. وقال عنها إبراهيم فصيح الحيدري في عنوان المجد ص176 : ((المعامر وراء المخراق، وهو من المحال الجسيمة (أي منطقة كبيرة)، وفيها خمسون نهرًا كبيرًا وحولها بساتين عظيمة جدا. وكانت الفاو من ملحقات المعامر. وهي الأن في تصرف حكام الكويت -توفي المؤلف سنة 1882م-.))
5. ↑  ملح (بفتح الميم واللام) هي واحة في جنوب غرب الكويت شرقي الصمان، وفيها آبار مياه عذبة، وكانت في طريق القوافل من نجد قاصدة الكويت والزبير والبصرة.[32][33]
6. ↑  الوقبا هي آبار قديمة تقع شمال حفر الباطن. وذكرها بالتفصيل فريق الصحراء في صفحتهم الخاصة المسماة مورد الوقبى (الوقباء) التاريخي
7. ↑  الكارة أحد أنواع المكاييل المستخدمة آنذاك، وتعادل ألف أوقية إسطنبولية.[54]، أو ما يعادل طنًا واحدًا،[55]